# Cymothales massaronei
Cymothales massaronei — вид сітчастокрилих комах родини мурашиних левів (Myrmeleontidae). Описаний у 2020 році.

## Поширення
Ендемік Габону. Мешкає у тропічних вологих лісах.